# Rikiya Koyama
小山 力也
Rikiya Koyama (小山 力也, Koyama Rikiya) est un seiyū et acteur japonais né le 18 décembre 1963 à Kyoto. Il a notamment doublé le personnage de Emiya Kiritsugu dans l'anime Fate/zero.

## Filmographie
- Ou Ki dans Kingdom
- Joe de la Brume dans Kamen Rider BLACK RX
- Kogoro Mori dans Détective Conan (depuis l'épisode 553)
- Kyros dans One Piece
- Takamura Mamoru dans Hajime no Ippo
- Katari dans Astro Boy 2003
- Coyote Starrk dans Bleach
- Emiya Kiritsugu dans Fate/stay night
- Yamato dans Naruto Shippuden
- Shinigami dans Soul Eater
- Ging Freecs dans Hunter X Hunter
- Kamen Rider Bujin Gaim dans Kamen Rider × Kamen Rider, Gaim & Wizard : Tenkawakeme no Sengoku MOVIE Daigassen
- Jôichirô Yukihira dans Food Wars!
- Roi des Profondeurs dans One Punch Man
- Tora dans Ushio to Tora
- Le Paradox Roidmude dans Kamen Rider Drive, Le Film : Surprise Future
- Zaratras dans 7tsu no Taizai : Imashime no Fukkatsu
- Narumi Katou dans Karakuri Circus
- Le Ziku-Driver, Ohma Zi-O (Tokiwa Sougo de l'an 2068) dans Kamen Rider Zi-O
- Hercules dans Pluto

### Jeux vidéo
- #COMPASS (2016) : Luciano[1]
- Ace Combat 6: Fires of Liberation : Marcus "Shamrock" Lampert
- Angelique Etoile : Leonard
- Another Eden : Bertrand
- Arknights : Młynar
- Armored Core 2 : Leos Klein
- Code: Realize ~Sousei no Himegimi~ : Jimmy A Arester[2]
- Daemon Bride : Uriel/Dawn
- Detective Conan: Tsuioku no Mirajiyu : Tadaki Kai
- Devil May Cry 4: Special Edition : Credo[3]
- Disney: Twisted-Wonderland (2020) : Mozus Trein
- Dragon Quest XI S: Echoes of an Elusive Age : Hendrik[3]
- Drakengard 2 : Urick
- Eat Lead: The Return of Matt Hazard : Matt Hazard
- Everybody's Golf 5 : Nakajima
- Fantasy Earth: Zero : King Huenkel
- Fate/Grand Order (2015) : EMIYA (Assassin)
- Fate/stay night : Kiritsugu Emiya
- Fate/tiger colosseum Upper : Kiritsugu Emiya
- Final Fantasy XII : Basch
- Final Fantasy XIV: A Realm Reborn : Cid nan Garlond[3]
- Fire Emblem Heroes : Bastian, Seth
- Glass Rose : Koutaro Katagiri[3]
- Granado Espada (version japonaise) : Nar
- Granblue Fantasy : Soriz[4]
- Halo 4, Halo 5: Guardians (version japonaise) : Master Chief
- Infinite Undiscovery : Kristofor
- Jak II (version japonaise) : Torn
- JoJo's Bizarre Adventure: All Star Battle : Yoshikage Kira, "Kosaku Kawajiri"[3]
- JoJo's Bizarre Adventure: Eyes of Heaven : Yoshikage Kira, "Kosaku Kawajiri"[3]
- JoJo's Bizarre Adventure: Phantom Blood : Will A. Zeppeli[3]
- Jujutsu Kaisen: Phantom Parade : Kensuke Nagino[5]
- Lego Marvel Super Heroes (version japonaise) : Daredevil
- Like a Dragon Gaiden: The Man Who Erased His Name (2023) : Taiga Saejima
- Metroid: Other M : Adam Malkovich
- Musou Orochi: Rebirth of the Demon Lord : Sun Wukong
- NightCry : Leonard[6]
- Nioh 2 : Saitō Toshimitsu[3]
- No More Heroes: Heroes' Paradise : Thunder Ryu
- One Piece: World Seeker : Isaac
- Phantasy Star Universe : Leogini Santosa Berafort
- Project X Zone : Frank West[7]
- Ryū ga Gotoku Ishin! : (Nagakura Shinpachi)
- Sengoku Basara 3 : Kuroda Kanbei
- Shin Sangoku Musou: Multi Raid 2 : Shi Huangdi
- Shining Resonance : Georg
- Star Ocean: Second Evolution : Gabriel
- Super Robot Wars : Ricardo Silveira, Gaiou, Shinjirou Sakomizu, Belfangan Grouseaux
- Sword Art Online: Fatal Bullet : Bazalt Joe
- Tales of Innocence : Asura
- Tales of Vesperia : Duke
- Tenchu 4 : Rikimaru
- Time Crisis 4 : Chef terroriste
- Too Human (version japonaise) : Baldr
- Trauma Center: New Blood : Markus Vaughn
- Ultimate Marvel vs. Capcom 3 : Frank West[3]
- Warriors Orochi 3 : Nemea, Sun Wukong
- White Knight Chronicles : Cyrus
- Xenoblade Chronicles X : Douglas[3]
- Yakuza 0 : Taiga Saejima[3]
- Yakuza 4 : Taiga Saejima[3]
- Yakuza 5 : Taiga Saejima[3]
- Yakuza 6: The Song of Life : Taiga Saejima[3]
- Yakuza: Like a Dragon : Taiga Saejima[3]